# Abeløya
Abeløya ist eine der drei Hauptinseln der zu Spitzbergen gehörenden Inselgruppe König-Karl-Land. Sie ist die östlichste Insel des Archipels, mit einer Fläche von 13,2 km² deutlich kleiner als die beiden anderen Hauptinseln, Svenskøya und Kongsøya, und sehr flach. Von Kongsøya ist sie durch den Lydiannasund getrennt. Dem Südkap der Insel (Kap Schaudinn) ist das Eiland Berrøya vorgelagert.
Abeløya ist seit 1973 Teil des Nordost-Svalbard-Naturreservats. Seit 1985 sind Reisen nach Abeløya zum Schutz der dortigen Eisbär-Population verboten. Die Insel ist auch als Nistplatz der Elfenbeinmöwe bekannt.
Namensgeber der Insel war der norwegische Mathematiker Niels Henrik Abel.
Erstmals betreten wurde Abeløya wahrscheinlich am 2. August 1898 von den Teilnehmern der deutschen naturwissenschaftlichen Helgoland-Expedition unter Leitung der Zoologen Fritz Römer und Fritz Schaudinn.